# Mississippi River Transmission
Mississippi River Transmission — трубопровідна система, споруджена для транспортування природного газу з узбережжя Мексиканської затоки до району на південь від озера Мічиган у штаті Іллінойс.
Перший трубопровід у складі системи проклали під час «газового буму» в США у 1920-х роках. На початку 2000-х він був виведений з експлуатації, що однак не заважає системі працювати з використанням більш нових ниток. Mississippi River Transmission починається на півночі Луїзіани у хабі Perryville, який зокрема пов'язаний з системою Gulf South Pipeline, що з'єднує газопромислові райони узбережжя від Техасу до західної Флориди. Також через нього проходить газопровід-інтерконектор Midcontinent Express Pipeline, який перетинає траси практично всіх потужних газопровідних систем, що прямують від Мексиканської затоки до регіону Великих Озер та північного сходу країни.
Загальна довжина Mississippi River Transmission, основна ділянка якої прямує в північному напрямку через Арканзас та Міссурі до південного Іллінойсу, станом на середину 2010-х років досягла 7900 миль. Пропускна здатність перевищує 16 млрд м3 на рік, що забезпечується роботою тринадцяти компресорних станцій. Також у складі системи працюють шість підземних сховищ газу.